# Девети Доктор
Деветият Доктор е деветото въплъщение на протагониста от телевизионния сериал на BBC Доктор Кой. Изигран е от актьора Кристофър Екълстън.
В историята на сериала Докторът е многолетно извънземно, Господар на времето от планетата Галифрей, който пътува във времето посредством своя ВИОВИК, най-често със спътници. Когато Докторът е сериозно ранен, той може да регенерира тялото си и получава ново тяло и с него нов характер. Екълстоун изиграва Деветия като въплъщение мрачен и меланхоничен оцелял от Времевата война, в която той заличава расата си враговете наречени Далеци. Първата му спътница е Роуз Тайлър (Били Пайпър), в която се сближава много. Пътува също и с Адам Митчел, гений и Джак Харкнес, поправил се затворник. Докторът, Роуз и Джак стават „отбор“, но са разделени в последния епизод, в който всеки един герой трябва да направи трудни избори и да се саможертва.
Героят се възприема доста добре от публиката. През 2006 читателите на списанието Доктор Кой са гласували за него като третият най-популярен Доктор. Взаимодействието на героя с големите си врагове Далеците са особено похвалени. Някои зрители, обаче, чувстват, че на Екълстън не му отива героя, поради факта, че изглежда некомфортно в главната роля. Екълстън печели няколко награди за сезона, в който участва, включително и наградата на Националната телевизия през 2005.

## Развитие

### Кастинг
Докторът е изигран от единадесет актьора от деня, в който са започнали сериите през 1963; понятието „регенерация“ е процес, в който героят се „сдобива“ с ново тяло и идентичност – появило се е през 1966, за да може актьорите да сменят главните герои. Между 1963 и 1989 Докторът е изигран от седем различни актьора. Осмият Доктор, изигран от Пол МакГан, се появява в телевизионен филм на BBC/FOX през 1996, но това не довежда до пълни епизоди.
Кастингът на Кристофър Екълстън за Деветия Доктор бе съобщено на 22 март 2004. Той е първият избор на екипа за героя. Други актьори, които са се явили на кастинг включват Бил Найи, Ричард Грант, Антъни Хед, Еди Идзарт и Алън Дейвис.
На 30 март 2005 BBC потвърждават, че Екълстън няма да остане за втория сезон, защото е бил уплашен, че ще бъде сменен. През април от BBC си признават, че това твърдение е било направено без да се допитат до актьора и бяха накарани да се извинят. В интервю Екълстън казва, че не е напуснал, заради страх от смяна. Твърди, че „не се е наслаждавал на обсановката и културата, която ние, кастът и екипът, в която е трябвало да работят“ и не е искал повече да има нещо общо с този сериал. Казва, че "не се е чувствал комфортно. Чудел се, че ако остане в ролята трябва да си затваря очите за неща, за които мисли, че са грешни. Мисли, че е по-добре да си себе си, отколкото да си известен и затова напуснал. От BBC разкриват, че Екълстън е имал намерение да остане още за около две, три години.

### Компаньонки
Още от 1963 Докторът пътува с различни момичета, които нарича „компаньонки“ (правят му компания в приключенията му) и му напомнят за морала му. Кастингът на Били Пайпър като компаньонката на Деветия Доктор бе съобщен през май 2004. Джули Гарднър мисли, че младата актриса и бивша поп звезда са „идеална“ и „динамична“ компания за Доктора. Фокусира се върху факта, че Роуз е по-самостоятелна и смела, отколкото другите компаньонки. След като разбрал за Пайпър Екълстън се пошегувал, че „ще вика и крещи от радост“. По-късно споделя, че Роуз не е „уязвима“, колкото останалите компаньонки, и че „е смела, решителна и интелигентна като него“ защитава този факт казвайки, че спасява живота на Доктора. Екълстън казва също, че „Роуз е хероинът, който учи Доктора на големи емоционални уроци“.